# یارکهون
یارکهون (به انگلیسی: Yarkhun) یک منطقهٔ مسکونی در پاکستان است که در خیبر پختونخوا واقع شده‌است.